# Andrena immaculata
Andrena immaculata är en biart som beskrevs av Warncke 1975. Andrena immaculata ingår i släktet sandbin, och familjen grävbin. Inga underarter finns listade i Catalogue of Life.